# 绒毛尖叶四照花
绒毛尖叶四照花（学名：Cornus angustata var. mollis）是山茱萸科山茱萸属尖叶四照花的变种。分布在中国大陆的四川、湖北等地，生长于海拔1,050米至2,100米的地区，常生长在森林中，目前尚未由人工引种栽培。